# Magnolia (Ohio)
Magnolia – wieś w Stanach Zjednoczonych, w stanie Ohio, w hrabstwie Carroll.